# عتيقة كروية أليفة الكبريتات
عتيقة كروية أليفة الكبريتات (الاسم العلمي:Archaeoglobus sulfaticallidus) هي نوع من العتائق تتبع جنس العتيقة الكروية من فصيلة العتيقية الكروية.